# FT-Notruf
Als erstes funktelegrafisches Notsignal (FT-Notruf) in der Geschichte der Seefahrt wurde von der britischen Marconi International Marine Communication Company die Buchstabengruppe CQD im Morsecode eingeführt. Die Tochtergesellschaft der Marconi's Wireless Telegraph Company definierte das ab dem 1. Februar 1904 gültige CQD als Seenotsignal („signal of distress“) bzw. allgemeinen Hilferuf auf See. CQ wird im Englischen auch als homonymes Homophon für „Seek you“ (an alle) gedeutet und das D stand für „distress“ (Not). Verbreitet wurde bzw. wird CQD auch als Backronym für „Come quick, Danger“, „Come Quickly: Distress“ oder „Come Quick—Drowning“ (Ertrinken) ausgelegt. Der Morsecode von CQD ist: −•−•  −−•−  −••.

## Erste Verwendung des CQD bei der Havarie der RMS Republic im Januar 1909
Erstmals wurde der Notruf CQD am 23. Januar 1909 von dem britischen Passagierschiff Republic ausgesendet, das im Nebel vor Nantucket von dem italienischen Dampfer Florida mittschiffs gerammt wurde. Der Funkspruch lautete vollständig: „CQD! An alle! Seenot! ‚Republic‘ von unbekanntem Dampfer 26 Seemeilen südwestlich von Nantucket gerammt. [Positionsangabe].“ Kurz darauf der Zusatz: „Brauchen dringend Hilfe.“
Die Republic wurde an der Backbordseite bis in Höhe der Passagierkabinen beschädigt und die Maschinen- und Kesselräume liefen voll. Auf beiden Schiffen kamen je drei Personen ums Leben. Die Republic konnte sich noch 39 Stunden über Wasser halten; in dieser Zeit wurden alle Menschen von Bord der beiden Havaristen auf die über Funk herbeigerufenen Schiffe übergesetzt. Bis heute zählt dieser Personentransfer auf offener See zu den größten Rettungsaktionen, die je stattgefunden haben. Während die Republic am Abend des nächsten Tages im Schlepp sank, konnte die Florida mit Hilfe von zwei Schleppern New York City erreichen und dort repariert werden.

## Einführung Notruf SOS bei der Kaiserlichen Marine im Jahr 1904

Morsezeichen des SOS-Signals

Im April 1904 wurde bei der deutschen Kaiserlichen Marine die Morsegruppe SOS ( · · · − − − · · · ) als Notzeichen eingeführt und war mit Wirkung vom 1. April 1905 auch für die deutsche Handelsschifffahrt vorgeschrieben. Die Buchstabenkombination wurde wegen ihrer leichten Erkennbarkeit gewählt, erst im Nachhinein wurden die Bedeutungen „save our souls“ oder „save our ship“ hineininterpretiert. Das auffällige SOS sollte solange allein gesendet werden, bis alle anderen Stationen das Funken eingestellt hatten und auf Empfang waren. Erst dann mussten eigenes Rufzeichen, Position und Anlass des Notrufs übermittelt werden.

## Internationaler Notruf SOS ab dem 1.Juli 1908
Kurz nach der Jahrhundertwende konkurrierten in der neuen Kommunikationstechnologie des Telegrafen-Seefunks mittels Knallfunkensendern (ab 1908 auch Löschfunkensender) die beiden Duopolisten Marconi in Großbritannien und die im Jahr 1903 gegründete deutsche Telefunken-Gesellschaft (ab 1911 in Form der DEBEG; Deutsche Betriebsgesellschaft für drahtlose Telegraphie m.b.H.) so heftig, dass es Schiffsfunkern – damals nicht Angestellte der Reederei, sondern stets der Funkgesellschaft – nicht erlaubt war, Funkrufe von fremden Funkstellen anzunehmen. Dies konnte zur Nichtbeachtung von Notrufen führen. Um diesen seerechtswidrigen Zustand zu beenden, wurde auf der Internationalen Funkkonferenz in Berlin am 3. Oktober 1906 beschlossen, das deutsche Notzeichen international zu übernehmen; es wurde nach der Bestätigung durch alle seefahrenden Nationen ab dem 1. Juli 1908 offiziell eingeführt. Die USA erkannten das neue Zeichen SOS erst 1912 an.
Das deutsche Notzeichen war einprägsam und auch für ungeübte Funker leicht aus anderen Signalen herauszuhören, setzte sich aber dennoch nur langsam durch. Nach der Kollision der Titanic mit einem Eisberg am 14. April 1912, fast vier Jahre nach der offiziellen SOS-Einführung, sendete Funker Jack Phillips, Marconi-Angestellter wie sein Kollege Harold Bride, zunächst den alten CQD-Notruf, bevor ihm Bride vorschlug, auch das neue Zeichen SOS zu verwenden, es sei vielleicht ihre letzte Gelegenheit dazu.
Mit den Fortschritten in der Kommunikationstechnik und der Schaffung des Global Maritime Distress and Safety Systems (GMDSS) wurde im Jahr 1999 die Abhörpflicht für das Morse-SOS auf 500 kHz abgeschafft. Gemorstes SOS in jeder Signalart ist jedoch nach wie vor ein Notsignal der Kollisionsverhütungsregeln und muss, wenn erkannt, als solches behandelt werden.

## Notruf „Mayday“ im Sprechfunk
Im Unterschied zur Morsezeichen-Telegrafie wird im Sprechfunkverkehr des See- und Flugfunks das Wort „Mayday“ benutzt.